# Euporogomphus iboma
Euporogomphus iboma är en mångfotingart som beskrevs av Hoffman 2005. Euporogomphus iboma ingår i släktet Euporogomphus och familjen Gomphodesmidae. Inga underarter finns listade i Catalogue of Life.